# Marília Gabi Gabriela
Marília Gabi Gabriela foi um programa de entrevistas apresentado por Marília Gabriela e exibido pela CNT em parceria com a TV Gazeta entre 27 de março de 1995 e fevereiro de 1996. O programa ia ao ar de segunda a sexta das 22h às 23h, sendo ao vivo nas terças e quartas, dias em que o palco da Gazeta estava disponível.
Marília Gabriela foi contratada pela emissora por um contrato de um milhão de dólares por ano, no início de 1995. Seu contrato com a CNT foi rescindido em fevereiro de 1996. "Meu contrato com a CNT vencia em março de 97, mas, na realidade, nem eu nem a emissora estávamos satisfeitas. O ano passado foi ótimo, fiz mais de 600 entrevistas, acho que valeu, mas com a mudança de diretoria, eu teria que voltar a gravar num estúdio precário e abandonar a produtora onde estava sendo realizado o programa. Em resumo, acho que não faço o perfil da CNT", disse ela.